# Рама Варма X
Рама Варма X (помер у січні 1809) — індійський монарх, який правив Кочійським царством від 1805 до 1809 року.

## Життєпис
Був сином молодшої сестри матері Шактана Тампурана. Успадкував престол після смерті Шактана Тампурана 1805 року.
Рама Варма, в основному, запам'ятався як щедра й гарна людина, але як дуже слабкий правитель. Також він був видатним письменником, автором Сундараканда Пурани.